# PACL
ПАКЛ (англ. PACL — pre-approved cash loan) — аббревиатура, предодобренный кредит наличными. ПАКЛ — это кредитный банковский продукт, который одобряется банком своим клиентам заочно. Одобрение происходит для отобранных клиентов, удовлетворяющих определенным правилам. Например, отличная кредитная дисциплина по другим действующим продуктам и достаточный остаток свободных средств после выплаты аннуитетных платежей в месяц.
После одобрения кредита, банк связывается с клиентом для уведомления его об одобрении. Ключевым отличием данного предложения от обычных кредитных является освобождение клиента от необходимости сбора документов, поиска поручителя и пр. Клиенту достаточно прийти в отделение и идентифицировать себя.
ПАКЛ является продуктом, реализация которого облегчается наличием у кредитной организации CRM решений.